# Campeonato Mundial de Esgrima de 2018
O Campeonato Mundial de Esgrima de 2018 foi a 80ª edição do torneio organizado pela Federação Internacional de Esgrima (FIE). Os eventos foram disputados entre os dias 19 e 27 de julho no Estádio do Centro Esportivo em Wuxi, China. A sede, por sua vez, foi escolhida em 23 de novembro de 2015, quando a cidade chinesa de Wuxi venceu Fukuoka por 69 votos a 47.

## Cronograma
A fase qualificatória dos eventos individuais de florete, espada e sabre foram disputadas nos três primeiros dias do torneio, enquanto que as finais ocorreram entre os dias 22 e 24 de julho. Os eventos por equipes começaram logo após o término dos eventos individuais: as finais dos eventos espada feminino e sabre masculino ocorreram no dia 25; no dia seguinte, as finais do florete feminino e espada masculina. No último dia do torneio, as finais dos eventos de sabre feminino e florete masculino foram realizadas.
| ● | Cerimônia de abertura | Q | Qualificação | ● | Finais | ● | Cerimônia de encerramento |

| Julho                     | Julho                     | 19  | 20  | 21  | 22  | 23  | 24  | 25  | 26  | 27  | Total |
| ------------------------- | ------------------------- | --- | --- | --- | --- | --- | --- | --- | --- | --- | ----- |
| Cerimônias                | Cerimônias                |     |     |     | ●   |     |     |     |     | ●   |       |
| Florete individual        | Florete individual        |     | Fem | Mas |     | Fem | Mas |     |     |     | 2     |
| Espada individual         | Espada individual         | Fem | Mas |     | Fem | Mas |     |     |     |     | 2     |
| Sabre individual          | Sabre individual          | Mas |     | Fem | Mas |     | Fem |     |     |     | 2     |
| Florete por equipes       | Florete por equipes       |     |     |     |     |     |     |     | Fem | Mas | 2     |
| Espada por equipes        | Espada por equipes        |     |     |     |     |     |     | Fem | Mas |     | 2     |
| Sabre por equipes         | Sabre por equipes         |     |     |     |     |     |     | Mas |     | Fem | 2     |
| Total de Medalhas de Ouro | Total de Medalhas de Ouro | 0   | 0   | 0   | 2   | 2   | 2   | 2   | 2   | 2   | 12    |

## Medalhistas
Nos eventos individuais de espada, o francês Yannick Borel venceu com ampla vantagem (15 toques a 4) o venezuelano Rubén Limardo e conquistou a medalha de ouro, o pódio foi completado pelos ucranianos Bohdan Nikishyn e Roman Svichkar. No evento feminino, por sua vez, a medalha de ouro foi conquistada pela italiana Mara Navarria, Ana Maria Brânză da Romênia ficou com medalha de prata e os bronzes conquistados por Laura Staehli (Suíça) e Courtney Hurley (Estados Unidos). Na disputa do florete, o italiano Alessio Foconi venceu a decisão contra o britânico Richard Kruse por 15-8, conquistando a medalha de ouro; o britânico, por sua vez, conquistou sua primeira medalha na categoria sênior. O sul-coreano Heo Jun e o espanhol Carlos Llavador completaram o pódio. A Itália também conquistou o ouro no feminino. Após conquistar a medalha de prata na edição anterior, Alice Volpi derrotou a francesa Ysaora Thibus (15-12) e tornou-se campeã mundial pela primeira vez. As medalhas de bronze ficaram com a italiana Arianna Errigo e a tunisiana Inès Boubakri. No sabre masculino, o medalhista olímpico Kim Jung-hwan venceu o norte-americano Eli Dershwitz, com o pódio sendo completado pelo russo Kamil Ibragimov e o sul-coreano Kim Jun-ho. Por sua vez, o ouro feminino ficou com a russa Sofia Pozdniakova. Sofya Velikaya (prata) e Yana Egorian (bronze) completaram o pódio russo, o outro bronze ficou com a norte-americana Anne-Elizabeth Stone. Nos eventos por equipes, os Estados Unidos levaram vantagem conquistando os eventos de florete e espada feminino. Além da seleção norte-americana, as seleções da Suíça (espada masculino), Itália (florete masculino), Coreia do Sul (sabre masculino) e França (sabre feminino) também conquistaram uma medalha de ouro.

### Quadro de medalhas
País sede
| Ordem | País               | Medalha de ouro | Medalha de prata | Medalha de bronze |    |
| ----- | ------------------ | --------------- | ---------------- | ----------------- | -- |
| 1     | ITA Itália         | 4               | 2                | 1                 | 7  |
| 2     | KOR Coreia do Sul  | 2               | 2                | 3                 | 7  |
| 3     | USA Estados Unidos | 2               | 2                | 2                 | 6  |
| 4     | FRA França         | 2               | 1                | 1                 | 4  |
| 5     | RUS Rússia         | 1               | 2                | 4                 | 7  |
| 6     | SUI Suíça          | 1               |                  | 1                 | 2  |
| 7     | GBR Grã-Bretanha   |                 | 1                |                   | 1  |
| 7     | ROU Romênia        |                 | 1                |                   | 1  |
| 7     | VEN Venezuela      |                 | 1                |                   | 1  |
| 10    | UKR Ucrânia        |                 |                  | 2                 | 2  |
| 11    | CHN China          |                 |                  | 1                 | 1  |
| 11    | HUN Hungria        |                 |                  | 1                 | 1  |
| 11    | ESP Espanha        |                 |                  | 1                 | 1  |
| 11    | TUN Tunísia        |                 |                  | 1                 | 1  |
| TOTAL | TOTAL              | 12              | 12               | 18                | 42 |

## Resultados

### Masculino
| Eventos                        | Ouro                                                                       | Prata                                                                                        | Bronze                                                                             |
| Espada                         |                                                                            |                                                                                              |                                                                                    |
| Espada individual (detalhes)   | França · Yannick Borel                                                     | Venezuela · Rubén Limardo                                                                    | Ucrânia · Bohdan Nikishyn Ucrânia · Roman Svichkar                                 |
| Espada por equipes (detalhes)  | Suíça · Max Heinzer · Lucas Malcotti · Michele Niggeler · Benjamin Steffen | Coreia do Sul Jung Jin-sun Kweon Young-jun Park Kyoung-doo Park Sang-young                   | Rússia · Sergey Bida · Nikita Glazkov · Sergey Khodos · Pavel Sukhov               |
| Florete                        |                                                                            |                                                                                              |                                                                                    |
| Florete individual (detalhes)  | Itália · Alessio Foconi                                                    | Reino Unido · Richard Kruse                                                                  | Coreia do Sul · Heo Jun Espanha · Carlos Llavador                                  |
| Florete por equipes (detalhes) | Itália · Giorgio Avola · Andrea Cassarà · Alessio Foconi · Daniele Garozzo | Estados Unidos · Miles Chamley-Watson · Race Imboden · Alexander Massialas · Gerek Meinhardt | Rússia · Timur Arslanov · Aleksey Cheremisinov · Timur Safin · Dmitry Zherebchenko |
| Sabre                          |                                                                            |                                                                                              |                                                                                    |
| Sabre individual (detalhes)    | Coreia do Sul Kim Jung-hwan                                                | Estados Unidos · Eli Dershwitz                                                               | Rússia · Kamil Ibragimov Coreia do Sul · Kim Jun-ho                                |
| Sabre por equipes (detalhes)   | Coreia do Sul Gu Bon-gil Kim Jung-hwan Kim Jun-ho Oh Sang-uk               | Itália · Enrico Berrè · Luca Curatoli · Aldo Montano · Luigi Samele                          | Hungria · Tamás Decsi · Csanád Gémesi · András Szatmári · Áron Szilágyi            |

### Feminino
| Eventos                        | Ouro                                                                                | Prata                                                                           | Bronze                                                                 |
| Espada                         |                                                                                     |                                                                                 |                                                                        |
| Espada individual (detalhes)   | Itália · Mara Navarria                                                              | Roménia · Ana Maria Brânză                                                      | Suíça · Laura Staehli Estados Unidos · Courtney Hurley                 |
| Espada por equipes (detalhes)  | Estados Unidos · Katharine Holmes · Courtney Hurley · Kelley Hurley · Amanda Sirico | Coreia do Sul Choi In-jeong Kang Young-mi Lee Hye-in Shin A-lam                 | China · Lin Sheng · Sun Yiwen · Xu Chengzi · Zhu Mingye                |
| Florete                        |                                                                                     |                                                                                 |                                                                        |
| Florete individual (detalhes)  | Itália · Alice Volpi                                                                | França · Ysaora Thibus                                                          | Itália · Arianna Errigo Tunísia · Inès Boubakri                        |
| Florete por equipes (detalhes) | Estados Unidos · Lee Kiefer · Margaret Lu · Nzingha Prescod · Nicole Ross           | Itália · Chiara Cini · Arianna Errigo · Camilla Mancini · Alice Volpi           | França · Anita Blaze · Astrid Guyart · Pauline Ranvier · Ysaora Thibus |
| Sabre                          |                                                                                     |                                                                                 |                                                                        |
| Sabre individual (detalhes)    | Rússia · Sofia Pozdniakova                                                          | Rússia · Sofya Velikaya                                                         | Estados Unidos · Anne-Elizabeth Stone Rússia · Yana Egorian            |
| Sabre por equipes (detalhes)   | França · Cécilia Berder · Manon Brunet · Charlotte Lembach · Caroline Quéroli       | Rússia · Yana Egorian · Sofia Pozdniakova · Svetlana Sheveleva · Sofya Velikaya | Coreia do Sul Choi Soo-yeon Hwang Seo-na Kim Ji-yeon Yoon Ji-su        |